# 鄔友正
鄔友正（英語：James Wu Yau Ching，1954年7月17日—），著名香港化工业及服装业企业家。七海化工集团有限公司主席、海马集团主席。

## 背景
鄔友正祖籍浙江奉化（今宁波市奉化区）西坞，生于香港，与民国实业巨头邬挺生，香港医学会前会长邬维庸系同族。早年毕业于德信学校（1966年小六）及喇沙書院（1973年）。1977年获得美国加州理工学院机械工程硕士学位。毕业后，返回香港，接手家族生意。初在父亲名下化工企业七海乳胶化工有限公司任职。1987年，开始自主创业，创办七海化工集团有限公司，担任集团主席，开始生产纺织品海马牌床褥，及後於1994年创办“轩琴居”。鄔氏企业业务遍及新加坡、加拿大、澳大利亚等国家。邬也是TVB“香港小姐”选美的主要赞助商之一。邬也是香港乐景园主要业主之一。

## 緋聞
1998年6月，李明慧傳出與七海化工集團有限公司主席鄔友正相戀，拍拖短短十日，便宣布在八月閃電結婚，並與無綫電視解約。之後，李明慧到美國公幹，期間卻傳出鄔友正偷偷與翁嘉穗約會，翁嘉穗更自稱自己才是正印女友。最終，鄔友正與翁嘉穗於1999年1月5日在美國拉斯維加斯結婚。

## 家庭
妻子为翁嘉穗，是1997年香港小姐冠军，有兩子。

## 荣誉
- 1990年，获得“香港青年工业家”[1]。